# Wirtschaft Japans
Japan hat eine industrialisierte, freie Marktwirtschaft. Einige Elemente weisen immer noch auf Japans Vergangenheit als gelenkte Volkswirtschaft hin. In den letzten Jahren jedoch wurden viele Wirtschaftszweige zunehmend dereguliert und Unternehmen wurden privatisiert. Infolgedessen wurde im Oktober 2007 die umstrittene Privatisierung der Japanischen Post vollzogen.

## Wirtschaftsdaten

### Bruttoinlandsprodukt und Export
Nach Kaufkraftparität steht das Bruttoinlandsprodukt (BIP) Japans an vierter Stelle (4.230,8 Mrd. US-Dollar, 2023) nach den Vereinigten Staaten (USA), der Volksrepublik China und Deutschland. Rechnet man die Europäische Union (EU) als eine Volkswirtschaft, ist Japan vierter. Der Export im Jahr 2021 betrug 756,03 Milliarden US-Dollar. Damit liegt Japan auf Platz 5 der exportstärksten Länder hinter der Volksrepublik China, den USA, Deutschland und den Niederlanden. Im Vergleich mit dem BIP pro Kopf der EU ausgedrückt in Kaufkraftstandards erreichte Japan 2015 einen Indexwert von 99 (EU-28:100) und damit etwa 79 % des deutschen Wertes.

### Produktivität
Die japanische Wirtschaft ist hocheffizient, ihre Stärken liegen besonders im internationalen Handel und der forschungsintensiven Hochtechnologie. Der Agrarsektor hingegen ist trotz hoher Effizienz, wie auch in der EU und den USA, stark subventioniert. Auf Grund des hohen Lohnniveaus haben japanische Unternehmen schon in den 1970er-Jahren begonnen, ihre Produktion auszulagern, besonders die südostasiatischen Länder wie Singapur und Malaysia wurden die verlängerte Werkbank Japans. Die in diesen Ländern geschaffene Infrastruktur hat es aber in den letzten Jahren auch dortigen einheimischen Unternehmen erlaubt, zu ausgewachsenen Konkurrenten für die japanische Industrie heranzuwachsen, etwa Lenovo in China und Samsung in Südkorea.

### Arbeitslosigkeit
Nachdem die japanische Wirtschaft über Jahrzehnte nahezu Vollbeschäftigung vorweisen konnte, wurde die Arbeitslosigkeit in den 1990er-Jahren zu einem gesellschaftlichen Problem. Während die offiziellen Statistiken weiterhin im Vergleich zu anderen Industrieländern niedrige Arbeitslosenzahlen angaben, lag die Dunkelziffer deutlich höher.
Die Organisation für wirtschaftliche Zusammenarbeit und Entwicklung-standardisierte Arbeitslosenquote (SUR), die nach Richtlinien der Internationalen Arbeitsorganisation der Vereinten Nationen berechnet wird, betrug im November 2007 4,0 % und lag damit unter dem OECD-Schnitt von 5,6 %.

### Vermögen
Japan stand, laut einer Studie der Bank Credit Suisse aus dem Jahre 2017, auf Rang 3 weltweit beim nationalen Gesamtvermögen. Der Gesamtbesitz an Immobilien, Aktien und Bargeld belief sich auf insgesamt 23.682 Milliarden US-Dollar. Je erwachsene Person beträgt es 225.057 Dollar im Durchschnitt und 123.724 Dollar im Median (in Deutschland: 203.946 bzw. 47.091 Dollar). Beim Median-Vermögen zählen die Japaner damit zu den Top 10 der wohlhabendsten Nationen.
Insgesamt war 61,1 % des gesamten Vermögens der Bevölkerung finanzielles Vermögen und 38,9 % nicht-finanzielles Vermögen. Der Gini-Koeffizient bei der Vermögensverteilung lag 2017 bei 60,9, was auf eine relativ niedrige Vermögensungleichheit hindeutet. Die obersten 10 % der japanischen Bevölkerung besaßen 45,2 % des Vermögens und die obersten 1 % besaßen 14,5 % des Vermögens. Japan zählt damit zu den Industrieländern mit der niedrigsten Vermögensungleichheit. Insgesamt 7,9 % der Bevölkerung hatten ein privates Vermögen von weniger als 10.000 Dollar und 2,5 % hatten ein Vermögen von mehr als 1 Million Dollar. Eine derartige Vermögensverteilung lässt auf eine breite Mittelschicht schließen. Mitte 2018 lebten in Japan 33 Milliardäre. Im Verhältnis zur Wirtschaftsleistung des Landes gibt es damit relativ wenige Milliardäre.

## Wirtschaftsgeschichte
Eine enge Zusammenarbeit zwischen Staat und Industrie, eine starke „Arbeitermentalität“, die Beherrschung von Hightech, ein großes Augenmerk des Staates auf Ausbildung und ein vergleichsweise geringes Verteidigungsbudget (1 % des Bruttoinlandproduktes) haben Japan geholfen, 1968 die BRD zu überholen und hinter den USA sowie der Sowjetunion die drittgrößte Wirtschaftsmacht der Welt zu werden. Über drei Jahrzehnte hinweg hatte Japan durchgehend nur Wirtschaftswachstum zu verzeichnen: ein Durchschnitt von 10 % in den 1960er Jahren, durchschnittlich 5 % in den 1970er Jahren und 4 % Wirtschaftswachstum in den 1980er Jahren.

### Nachkriegsentwicklung
Nach dem Zweiten Weltkrieg waren alle japanischen Großstädte mitsamt ihren Industrieanlagen zerstört, das BIP lag nur noch auf der Hälfte des Vorkriegswerts. Die Arbeitslosigkeit lag bei über 30 Prozent und wurde nur dadurch gemildert, dass viele Arbeiter zurück aufs Land gingen.
Zusätzlich ließ der Supreme Commander for the Allied Powers (SCAP) die gesamte Rüstungsindustrie auf zivile Produktion umstellen oder auflösen. So wurde zum Beispiel der Aufbau der japanischen Automobilindustrie durch ehemalige Luftfahrtingenieure geprägt. Die Zaibatsu, die dominierenden Industriekonglomerate der ersten Hälfte des 20. Jahrhunderts, wurden als Unterstützer des japanischen Nationalismus ausgemacht und 1947 aufgelöst. Holdinggesellschaften wurden (bis 1997) verboten. Die ehemals in den Zaibatsu zusammengeschlossenen Unternehmen begannen daraufhin, sich durch Überkreuzbeteiligungen gegen Übernahmen abzusichern, und schufen so neue Strukturen, die Keiretsu.
Die japanische Wirtschaftspolitik der Nachkriegszeit war von planwirtschaftlichen Ideen geprägt. Die japanische Regierung setzte in ihrem ersten Fünfjahrplan alle Kräfte auf den Wiederaufbau der Schwerindustrie und konnte bereits Anfang der fünfziger Jahre das Vorkriegsniveau wieder erreichen. Im 1950 einsetzenden Koreakrieg wurde Japan zum Alliierten und zur Nachschubbasis der Vereinigten Staaten, was das Wirtschaftswachstum stützte und Japan 1952 zur Wiedererlangung der Souveränität verhalf.
Die anfänglichen planwirtschaftlichen Tendenzen wurden Mitte der 1950er Jahre durch die zunehmende Dominanz der Liberalen und Demokraten, die sich 1955 zur Liberaldemokratischen Partei zusammenschlossen, zurückgedrängt.

### Das japanische Wirtschaftswunder
Vom Beginn der 1960er Jahre bis zur ersten Ölkrise 1973 erlebte Japan eine Phase des Hochwachstums (Nachkriegsboom), die durch mehrere Faktoren begünstigt wurde. Zum ersten verfolgte die japanische Regierung eine prozyklische Politik und erhöhte noch im Wachstum die Staatsausgaben. Zweitens war der japanische Markt nach innen zwar durch heftige Konkurrenz mehrerer gleich starker Wettbewerber angeheizt, nach außen hin aber abgeschirmt, was japanischen Unternehmen eine sichere Basis gab. Drittens verstanden es japanische Unternehmen, Schlüsseltechnologien aus dem Ausland zu übernehmen, kontinuierlich zu verbessern (Kaizen) und Schritt für Schritt international Marktanteile zu erobern. Viertens sicherten sich die Unternehmen durch das System der lebenslangen Beschäftigung eine gut ausgebildete und loyale Stammbelegschaft (rund 30 % aller Beschäftigten), während gleichzeitig eine große Zahl Kleinunternehmen als Zulieferer fungierte (duale Struktur) und mit geringen Löhnen die Preise drückte. Die Lohnentwicklung hielt mit der wirtschaftlichen Entwicklung nicht Schritt, was zum Slogan „reiches Japan – arme Japaner“ führte.

### Ölkrise und Bubble Economy

Immobilienpreise in Japan 1965–2008, Büroimmobilien rot

Die Ölkrise 1973 sorgte für einen ersten Einsturz der japanischen Konjunktur. Japan war ohne eigene Ölreserven mehr als jede andere Industrienation vom Öl aus den Golfstaaten abhängig. Die Ölkrise führte zu einem Umdenken, unter anderem wurde nun verstärkt auf Öl aus Südostasien und auf Atomkraft gesetzt. Die zweite Ölkrise überstand Japan nahezu unbeschadet. Insgesamt waren die 1970er Jahre eine Phase stabilen Wachstums und eine Phase steigender Außenhandelsüberschüsse.
Nach dem Plaza-Abkommen 1985 floss in Erwartung einer Yen-Aufwertung spekulatives Kapital nach Japan und setzte dort eine Spirale in Gang: Aktienmarkt und Immobilienpreise zogen an, in Erwartung weiterer Spekulationsgewinne wurden Immobilien beliehen und das Kapital in Aktien investiert (Bubble Economy). Der Yen-Kurs stieg tatsächlich und verdoppelte sich im Zeitraum von nur etwa einem Jahr. Der reale Wirtschaftsboom wurde durch die Spekulationen überhitzt, und eine Spekulationsblase entstand. Japanische Unternehmen hatten nun sehr viel Kapital zur Verfügung, das teilweise zur Akquisition von Unternehmen außerhalb Japans, vor allem in den USA, verwendet wurde.

### Zusammenbruch und Deflationsspirale

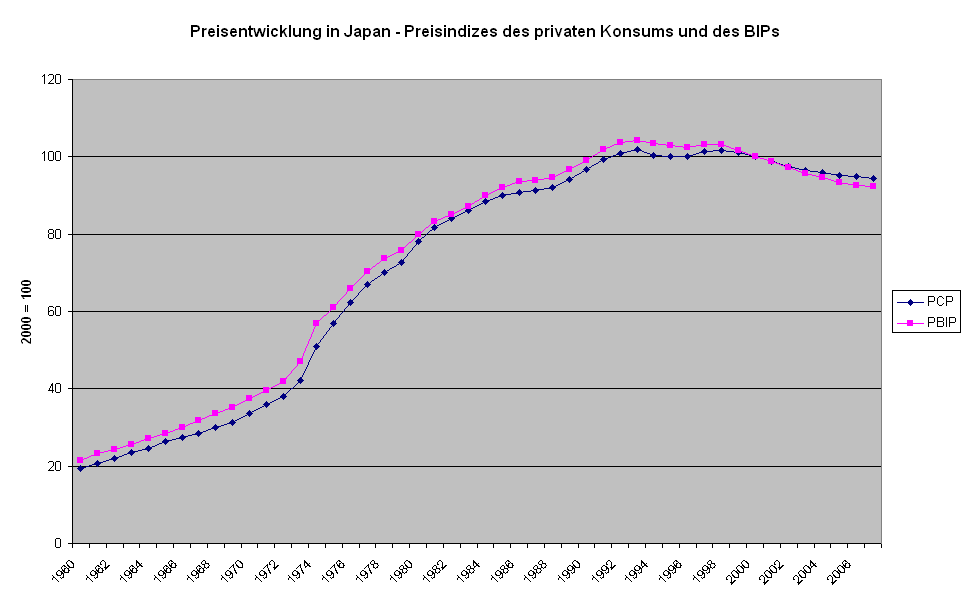
Preisindizes des Privaten Konsums und des Bruttoinlandsprodukts von Japan, 2000=100, nach Daten von Ameco erstellt. Ab 1993 sind diese Preisindizes rückläufig.

Anfang der 1990er Jahre platzte dann die Blase. Die Immobilienpreise fielen um drei Viertel, die Aktienmärkte stürzten ab und Banken saßen auf faulen Krediten („bad loans“), deren Höhe die des Wertes der hinterlegten Grundstücke und Gebäude überstieg. Faktisch waren viele Banken und Unternehmen von Insolvenz bedroht, diese wurde oft aber nicht vollzogen beziehungsweise durch künstliche Überbewertung von Vermögenswerten über Jahre verschleppt.
In den 1990er Jahren befand sich Japan in einer Deflationsspirale. Die Binnennachfrage blieb schwach; der Wechselkurs des Yen war relativ stabil. Die Zentralbank Japans versuchte vergeblich, durch ihre jahrelange Nullzinspolitik Investitionsanreize zu setzen. Auch die Asienkrise 1997/98 erschwerte eine Gesundung, und einige große Banken und Versicherer gingen in Konkurs. Aufgrund der langanhaltenden Wachstumsschwäche der japanischen Wirtschaft in den 1990er Jahren wird in diesem Zusammenhang oft vom „verlorenen Jahrzehnt“ gesprochen.

### Politische Reformen und wirtschaftliche Erholung
Zu Beginn des Millenniums erließ die Regierung von Jun’ichirō Koizumi neue Gesetze zur Privatisierung und Deregulierung, die insbesondere den Finanzsektor betrafen. Damit versuchte sie, die noch schwächelnde japanische Wirtschaft anzuregen. Wie schon in früheren (kleineren) konjunkturellen Krisen setzte die Regierung auf umfangreiche staatliche Investitionsprogramme, welche jedoch die Staatsverschuldung weiter erhöhten.
Hinweise auf eine Besserung der Lage gaben der um 2000/2005 einsetzende China-Boom und Fortschritte in der Robotik-Forschung. Ab 1995 gelang es den Banken, über einen Zeitraum von gut 15 Jahren eine Vielzahl der faulen Kredite abzuschreiben und den Bankensektor durch Fusionen zu stabilisieren. Japan hatte von 2003 bis 2008 ein reales Wirtschaftswachstum von über einem Prozent. Der innerasiatische Handel, welcher 55 % des Gesamthandels der Region ausmachte, erreichte rund zwei Drittel des EU-Binnenhandels.
Wichtiger Stabilitätsanker des Aufschwungs wurde zunehmend der Binnenkonsum. Viele japanische Haushalte sind Nettosparer; insbesondere ältere Konsumenten wurden angesichts der hohen Sparquote und der Überalterung als kaufkräftige Zielgruppe für die Unternehmen von zunehmendem Interesse. Die Wirtschaft hat sich gesund geschrumpft, faule Kredite abgebaut, Lohnkosten der Arbeitsproduktivität angepasst bzw. im Rahmen innerbetrieblicher Abmachungen erfolgsorientierte Lohnbestandteile eingeführt und gleichzeitig in Forschung und Entwicklung investiert. Innovationen wurden auch aufgrund des bestehenden hohen Wettbewerbdrucks schneller als beispielsweise in Deutschland in Produkte umgesetzt (Stand 2009).
Japanische Unternehmen wurden wieder international wettbewerbsfähig, in vielen Branchen Weltmarktführer und eroberten alte verlorengegangene Positionen zurück. Das Vertrauen der Unternehmen und Konsumenten in die Zukunft, das regelmäßig in den so genannten Tankan-Umfragen abgefragt wird, ist seit langem sektorübergreifend größer geworden. Dazu trägt auch die niedrige Arbeitslosigkeit von 4,4 % bei (Stand 2005).
Der tendenziell immer noch schwächelnde Kreditmarkt belebte sich. Die Ausleihe an Private stabilisierte sich auf niedrigem Niveau und zog leicht an.
Nach dem Ende einer Politik der quantitativen Lockerung und der De-facto-Nullzinspolitik richtete im März 2006 die Bank of Japan (BoJ) wieder zunehmend ihr Augenmerk auf die „üblichen“ zinspolitischen Mittel einer Zentralbank. Die Tokioter Börse reagierte entsprechend. Ab 2001 bewirkten die besseren wirtschaftlichen Fundamentaldaten einen Anstieg der Kurse. Der Nikkei-Index blieb aber im Vergleich zu früheren „Bubble-Höchstständen“ auf einem relativ niedrigen Niveau.
Durch den Ausbruch der weltweiten Finanz- und Wirtschaftskrise im Jahre 2007 kam es in Japan ab 2008 wieder zu stärkeren Einbußen im Export und zu einem Rückgang des Wirtschaftswachstum. Das bis dahin Gewonnene ist innerhalb kurzer Zeit wieder verloren gegangen.
Im Global Competitiveness Index, der die Wettbewerbsfähigkeit eines Landes misst, belegt Japan Platz 9 von 137 Ländern (Stand 2017–18). Im Index für wirtschaftliche Freiheit belegte das Land 2017 Platz 40 von 180 Ländern.
Im Jahr 2023 wird Japan wieder von Deutschland überholt und fällt auf den vierten Platz zurück.

### Risiken: Staatsverschuldung und Altersentwicklung
Das Ende der Deflationsspirale löste jedoch nicht das Problem der massiven Verschuldung der öffentlichen Haushalte. Die Staatsschuld Japans, die 2006 ca. 193 % des BIP ausmachte (Deutschland: ca. 65 %), sowie die Zinslast, die selbst in der derzeitigen Niedrigzinsphase zunehmend größere Teile des Staatshaushaltes beansprucht (2006: 23,5 %), können nur durch steigende Steuereinnahmen ausgeglichen werden. Höhere Steuern sind aber potentiell wachstumshemmend.
Mit dem Ende der Nullzinspolitik stieg auch die Zinsbelastung des Staatshaushalts, der neue Einnahmen gegenübergestellt werden mussten, damit der Staat mittelfristig handlungsfähig bleibt. Diskutiert wurde eine Anhebung der Umsatzsteuer, die im OECD-Vergleich bei sehr niedrigen 5 % liegt.
Die Abhängigkeit der japanischen Wirtschaft von den Entwicklungen der Weltwirtschaft, insbesondere den Ungleichgewichten der US-Wirtschaft und den steigenden Energiepreisen, birgt Risiken. Eine mögliche Aufwertung des Yen (円高, Endaka) unter die „magische“ Grenze von 100 Yen zum Dollar und die damit verbundene Gefahr eines Exporteinbruchs besteht. Das doppelte Defizit von Handelsbilanz und Staatshaushalten (dreifach, wenn man die Verschuldung der privaten Haushalte hinzurechnet) der Vereinigten Staaten und die Frage, wie lange dieses ohne Korrektur fortgeführt werden kann, erhöhen die Wahrscheinlichkeit einer größeren Korrektur des Dollars nach unten.
Von Ratingagenturen wurden die Wachstumsaussichten Japans aufgrund dieser Risiken zunehmend skeptischer beurteilt. So senkte Standard & Poor’s ihre Note für japanische Staatsanleihen im Januar 2011 auf AA- (vorher AAA) und Moody’s teilte im Februar 2011 mit, dass die Aussichten für die Beibehaltung der Bonitätsnote Aa2 ungünstig seien.
Ab 2006 wird die Bevölkerung Japans Prognosen zufolge schrumpfen. Sie wird schneller schrumpfen und schneller altern, als alle anderen Gesellschaften, die vor ähnlichen Problemen stehen. Zuwanderung wird weitgehend abgelehnt; obwohl sie leicht zunimmt, ist sie größenordnungsmäßig in keiner Weise mit der anderer Industrieländer vergleichbar. Mit der demographischen Entwicklung werden automatisch steigende Ausgaben der sozialen Sicherungssysteme einhergehen. Sie betragen schon heute 15 % des Haushaltes und werden bis 2025 automatisch um weitere 8 % steigen. Als Kompensation hat die Regierung unter anderem eine schrittweise Anhebung des Rentenalters beschlossen.

## Struktur der japanischen Wirtschaft

### Primärer Sektor

#### Landwirtschaft, Fischerei
Nur rund 15 % der Landfläche Japans ist kultivierbar, das Inland besteht vor allem aus zerklüfteten Bergmassiven. Aufgrund der im internationalen Vergleich hohen Grundstückspreise und Lebenshaltungskosten ist die japanische Landwirtschaft hoch subventioniert und durch Importzölle geschützt. Das Land versorgt sich zu etwa 40 % selbst mit Nahrungsmitteln (Stand 2009). Es gibt beständige politische Forderungen, diesen Anteil zu erhöhen. Die Umsetzung solcher Pläne ist jedoch mehr als schwierig, da die wenigen landwirtschaftlichen Nutzflächen auch als Bauland benötigt werden. Beim als nationales Prestigeobjekt besonders stark geförderten Reis produziert Japan sogar einen kleinen Überschuss, importiert allerdings große Mengen Weizen, Sorghum und Soja, vor allem aus den USA. Japan importiert auch große Mengen Rind- und Schweinefleisch. Nach BSE-Fällen wurde US-amerikanisches Rindfleisch mit einem Importverbot belegt, was ein zentraler Punkt der japanisch-amerikanischen Handelskonflikte ist.
Nach der Landesöffnung wurde die Fischerei als wichtige Proteinquelle staatlich gefördert. Deshalb wurde Japan gegen Mitte des 20. Jahrhunderts (bis ca. 1985) das Land mit den weltweit höchsten Fangmengen. In diesen Jahren wurde das Inselland, für das die Fischerei traditionell einen höheren Stellenwert hat als z. B. in Deutschland, deshalb international des Raubfangs in den Weltmeeren bezichtigt. Diese Rolle nimmt inzwischen China ein, während Japans Produktion in der Seefischerei – wohl auch aufgrund knapper werdender Fischbestände – stark abfiel. Dennoch gehört das Land bis heute zu den fünf größten Fischfangnationen, was vor allem durch die hohe Produktivität der Küstenfischerei – insbesondere die Aquakultur – und die reichen Fischvorkommen besonders vor der Sanriku-Küste erklärt werden kann. Im Gegensatz zum allgemeinen Bild (Walfang, Raubfischerei etc.) gilt die japanische Küstenfischerei bzw. ihr System des Ressourcenmanagements unter Fachforschern als hochentwickeltes Nutzungssystem, das den lokalen Fischern weitgehende Autonomie zugesteht, wodurch eine nachhaltige Nutzung der Küstengewässer erreicht wird. Im Zuge der Modernisierung aber nahm die Zahl der Beschäftigten im Primären Wirtschaftssektor stark ab, so dass heute nur noch 204.330 (2007) Japaner in der Fischereiproduktion tätig sind (1997= 278.200). Die Binnenfischerei spielt in Japan gesamtwirtschaftlich eine untergeordnete Rolle.
Die immer weiter technologisierte und automatisierte Landwirtschaft ermöglicht Landwirten unter teilweise hohem Kapitaleinsatz immer höhere Erträge. Die Entwicklungen in mit der Landwirtschaft assoziierten Forschungsrichtungen (Zucht bzw. Biogenetik, Gentechnik, Dünger / Chemie, Satellitentechnik, Fahrzeug- und Maschinenbau, Kommunikation) lassen Landwirtschaft zu einem High-Tech-Business werden. Die ständig ausgeweiteten Umweltschutzmaßnahmen geben neben der Ertragssteigerung der Forschung eine neue Richtung hin zu weniger Umweltverschmutzung, mehr Nachhaltigkeit und trotzdem höheren Erträgen. Die Landwirtschaft wird weiter intensiviert, also ertragreicher und kapitalintensiver. Einhergehend mit dieser Modernisierung fallen zwar Arbeitsplätze im ersten Sektor weg, dafür entstehen neue in Bereichen von Forschung und Entwicklung. Auch der Industriebereich des Umweltschutzes erstarkt. Neben europäischen Unternehmen sind auch viele japanische Unternehmen marktführend und geben vielen Japanern Arbeit. Zwar wird die kleinbäuerliche Subsistenzwirtschaft aufgrund der kulturellen Verflechtung besonders in Japan erhalten bleiben, aber dominierend wird das Agribusiness sein. Die klassische Form eines Bauernhofes wird in der Kulturlandschaft seltener und gewinnt als Tourismusobjekt neue Bedeutung. Diese Entwicklung ist typisch für die Beschäftigtenstrukturen in der Landwirtschaft, denn nur Großbetriebe werden sich primär auf die Erzeugung von Nahrungsmitteln oder nachwachsenden Rohstoffen konzentrieren. Kleinere Höfe werden tendenziell nur noch als Nebenerwerb oder gar ganz als Freizeitangebot geführt.
Ein beispielhaftes Zukunftsmodell stellt die Agrarfabrik dar. Hier kann im Zusammenhang mit der weiter zunehmenden Verstädterung, wachsender Bevölkerung und dem damit verbundenen Platzmangel unter Einhaltung gewisser Umweltschutzstandards eine Konzentration der modernen Agro-Industrie marktnah realisiert werden.

### Sekundärer Sektor

#### Bodenschätze, Energie

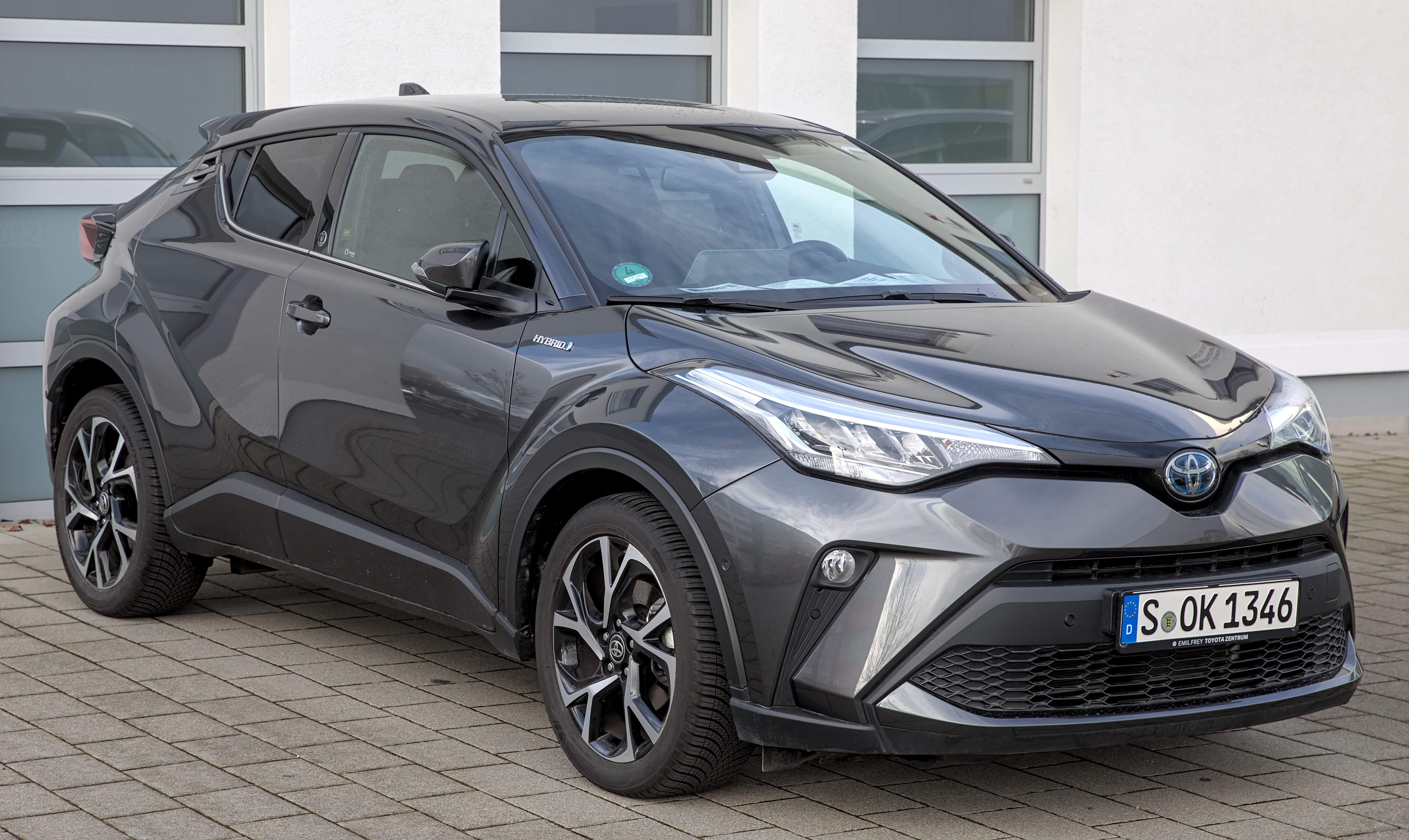
Toyota C-HR, zumindest in Europa zuletzt nur noch als Hybrid angeboten.

Ebenfalls nicht autark ist Japan bei der Energieversorgung; es besitzt keine eigenen Ölvorkommen. Nach den Ölkrisen in den siebziger Jahren gab es Bestrebungen, die Abhängigkeit vom Öl zu reduzieren, der Anteil des Öls an der Gesamtenergieversorgung ist seitdem von über 75 % auf unter 60 % gesunken. Ein Großteil dieses Öls wird allerdings noch immer aus den Staaten des Nahen Ostens importiert. Um russisches Öl zu importieren, wird der Bau einer Pipeline geplant. Ein Hindernis auf politischer Ebene ist dabei der Kurilenkonflikt, allerdings hat der alternative Zielstaat der Pipeline, China, ebenfalls traditionell schlechte Beziehungen zu Russland. Weitere Maßnahmen umfassen den Ausbau von Staudämmen und Atomkraftwerken und die Umstellung von Autos auf Hybridantriebe und Erdgas. Erweiterungspotential besteht in der Nutzung von Geothermie. Diese wurde nach der Ölkrise zu Gunsten von Kernenergie zurückgestellt.
Bei Bodenschätzen kann Japan nur bei Gold, Magnesium und Silber die eigene Nachfrage befriedigen und ist bei vielen anderen Ressourcen von Importen abhängig, unter anderem bei Eisen, Kohle, Kupfer, Bauxit und vielen Forstprodukten.

### Tertiärer Sektor

#### Kapitalmarkt
Das Land führt mehrere Wertpapierbörsen und Handelsplätze, wovon die Tokioter Börse die größte und bekannteste ist. Komplimentiert wird sie von der Sapporo Securities Exchange, der Nagoya Stock Exchange und der Fukuoka Stock Exchange. Der Leitindex der Volkswirtschaft ist der Nikkei 225. Weitere indizes sind unter anderem der TOPIX oder der JPX-Nikkei 400 Index.

## Wirtschaftspolitik
Ob Japan tatsächlich eine sogenannte gelenkte Volkswirtschaft ist, wurde von japanischen Wirtschaftswissenschaftlern ab den 1920er Jahren bis in die 1970er Jahre hinein diskutiert. Wirklich zutreffend ist dieser Begriff nur für die Kriegsproduktion in der Zeit des Pazifikkriegs. Danach lässt sich passender von einer engen Verzahnung der großen Wirtschaftskonglomerate (Keiretsu) mit Politikern, vor allem der regierenden LDP, und Ministerialbürokratie, insbesondere dem früheren japanischen Wirtschaftsministerium MITI, sprechen.

## Wirtschaftsverbände und Gewerkschaften
Der wichtigste japanische Wirtschaftsverband ist der Nippon Keidanren, der 2002 durch den Zusammenschluss des alten Dachverbands der Wirtschaftsverbände (Keidanren) mit dem Arbeitgeberverband Nikkeiren entstand. Die japanische Industrie- und Handelskammer (kurz: Nisshō) vertritt vor allem die Interessen kleinerer und mittlerer Unternehmen. Ein weiteres wichtiges Sprachrohr der Wirtschaft ist der Jungunternehmerverband Keizai Dōyūkai. Zusammen werden die drei Verbände auch als „die drei Wirtschaftsverbände“ (経済三団体) bezeichnet. Für die Interessen der Landwirte setzt sich der „Verband der Landwirtschaftlichen Kooperativen“ (Nōgyō Kyōdō Kumiai, kurz: Nōkyō) ein, der durch die als JA Group zusammengefassten genossenschaftlichen Betriebe zugleich ein Großkonzern weit jenseits der Landwirtschaft ist, unter anderem im Versicherungs-, Einzelhandels- und Immobiliensektor. Die Nōkyō vertritt oft protektionistische Positionen zum Schutz der kostenintensiven japanischen Agrarbetriebe.
Die Gewerkschaftslandschaft in Japan ist in drei Ebenen strukturiert: Die vorherrschende Gewerkschaftsform ist die Unternehmensgewerkschaft; daneben gibt es teilweise lokale und regionale Gewerkschaften. Tarifverhandlungen finden meist auf Unternehmensebene statt, auch wenn in der „Frühjahrsoffensive“ (Shuntō) landesweite Kampagnen verkündet werden. Mehrere Gewerkschaften eines Sektors schließen sich zu Branchenverbänden zusammen. Auf der nationalen Ebene existieren drei Dachverbände: Der größte, Rengō, entstand bis 1990 durch den Zusammenschluss der großen politischen Richtungsgewerkschaften Sōhyō (mit Verbindungen zur Sozialistischen Partei Japans) und Dōmei (orientiert an der Demokratisch-Sozialistischen Partei) und zwei weiteren Verbänden. Der zweitgrößte Dachverband ist der Zenrōren, der sich an die Kommunistische Partei Japans anlehnt. Der kleinste ist Zenrōkyō, der früher den linken Flügel der Sozialistischen Partei unterstützte. Gewerkschaftsorganisationen wie Rengō sind in Bezug auf Tarifverhandlungen jedoch nicht mit deutschen Organisationen in diesem Bereich zu vergleichen; es sind nur lose Dachorganisationen, die Ziele für Verhandlungen ausgeben, aber nicht direkt verhandeln. Diese mehrfache Fragmentierung der Gewerkschaften, der sinkende Organisationsgrad, die Beschäftigungsstruktur („lebenslang Beschäftigte“, Subkontraktarbeiter, Leih- und Zeitarbeiter) und die größtenteils konsensorientierte Verhandlungsführung tragen dazu bei, dass die Streikrate vor allem seit Ende der 1980er Jahre niedrig ist und im Konfliktfall die Durchsetzungskraft der Gewerkschaften gegenüber den Arbeitgebern gering ist. Einige große Einzelgewerkschaften – besonders aus dem in hohem Maße gewerkschaftlich organisierten öffentlichen Dienst, z. B. die Lehrergewerkschaft Nikkyōso oder historisch die Staatsbahn-Gewerkschaft – sind durch ihre Stellungnahmen zu politischen Fragen oder eine hohe Streikneigung jedoch häufig Konfrontationen mit der Regierung eingegangen.

## Statistiken
Vermögen pro Kopf 238.104 Dollar, damit eines der höchsten weltweit (2019)
BIP (Nominal)
4,730 Mrd. USD (Platz 3 weltweit)
BIP pro Kopf (Kaufkraftparität)
ca. 38.900 USD (Platz 30 weltweit)
BIP – Zusammensetzung nach Sektor:

Landwirtschaft: 1,3 %

Industrie: 25,4 %

Dienstleistungen: 73,3 % (2010 geschätzt)
Investitionen (bereinigtes Brutto):
- 23,9 % des BIP (2003)

Haushaltseinkommen oder Konsum nach Prozentanteilen:
- die einkommensschwächsten 10 % der Bevölkerung erzielen 4,8 % des Gesamteinkommens, die  einkommensstärksten 10 % der Bevölkerung erzielen hingegen 21,7 %  aller Einkommen (1993)

Inflationsrate (Konsumgüter):
−0,3 % (2003 geschätzt)
−0,5 % (2004)
Arbeitsbevölkerung:
65,93 Mill. (2016)
Arbeitsbevölkerung – nach Sektoren:

Landwirtschaft: 2,9 %,

Industrie: 26,2 %,

Dienstleistung: 70,9 % (2015 geschätzt)
Arbeitslosenquote:
3,2 % (2016 geschätzt)
Budget:

Einnahmen: 1,696 Billionen USD

Ausgaben: 1,921 Billionen USD (2016 est.)
Haushaltsdefizit in Prozent des BIP:
−5,0 % (2016 geschätzt)
Staatsverschuldung: 240,3 % des BIP (2017)
Regierungsform:
Parlamentarische konstitutionelle Monarchie
Bildungskosten:
15.519 USD (¥2.200.000)
Landwirtschaft – Produkte:
Reis, Zuckerrüben, Gemüse, Obst, Fisch, Schweinefleisch, Hühnerfleisch, Milchprodukte, Eier
Wirtschaftswachstum:
| 2007 | 1,5 %  |
| 2008 | −1,2 % |
| 2009 | −5,7 % |
| 2010 | 4,1 %  |
| 2011 | 0,0 %  |
| 2012 | 1,4 %  |
| 2013 | 2,0 %  |
| 2014 | 0,3 %  |

| 2015 | 1,6 %  |
| 2016 | 0,8 %  |
| 2017 | 1,7 %  |
| 2018 | 0,6 %  |
| 2019 | −0,4 % |
| 2020 | −4,3 % |
| 2021 | 2,1 %  |
| 2022 | 1,0 %  |

Elektrizität – Produktion: 
993 TWh (2019)
Elektrizität – Produktion 2018 nach Quelle:

erneuerbare Energien: 17 %

Atomenergie: 6 %

Erdgas: 38 %

Kohle: 32 %

Öl: 7 %
1998 lieferte die Atomenergie 31,93 % der Stromproduktion.
Elektrizität – Verbrauch:
964,2 TWh (2001)
Elektrizität – Export / Import:
findet nicht statt.
Elektrizität – Standards:
100 Volt mit 50 Hz nördlich des Flusses Oi (in Shizuoka); 60 Hz südlich
Handelsüberschuss:
135,9 Milliarden USD (2003)
Exporte:
641,4 Milliarden USD f.o.b. (2016 geschätzt)
Exportgüter: Kraftfahrzeuge, Halbleiter, Bürogeräte, chemische Produkte, Elektrogeräte
Exporte – Partner:
USA 20,2 %, China 17,5 %, Südkorea 7,1 %, Hongkong 5,6 %, Thailand 4,5 % (2015)
Importe:
629,8 Milliarden USD f.o.b. (2016 geschätzt)
Importgüter:
Maschinen und Ausrüstung, Kraftstoffe, Nahrungsmittel, Chemikalien, Textilien, Rohstoffe
Importe – Partner:
China 24,8 %, USA 10,5 %, Australien 5,4 %, Südkorea 4,1 % (2015)
Gold und Devisenreserven:
1233 Mrd. USD (2016)
Auslandsschulden: geringfügig
Entwicklungshilfe – Geberland:
ODA, 7 Mrd. USD (Fiskaljahr 03/04)
Währung:
Yen (JPY), zu 100 Sen/1000 Rin (seit 1954 aus dem Umlauf genommen und nur noch von rechnerischer Bedeutung)
Inflationsrate: -0,1 % (2016)
Fiskaljahr:
1. April – 31. März